# Ingrid Pérez
Ingrid Pérez (Wageningen, 31 januari 1981) is een Nederlandse radiopresentatrice.
In 2007 startte Pérez een mediaopleiding bij de Veronica Radioschool. In dezelfde periode stuurde zij een demo naar FunX, waarna ze een try-out mocht doen en uiteindelijk werd aangenomen. Ze presenteerde daar vier dagen per week een avondshow en viel soms in tijdens de ochtend- en middagshow.
In januari 2011 maakte ze de overstap naar Kink FM om de ochtendshow te presenteren. Dit was van korte duur omdat per 1 oktober 2011 Kink FM definitief stopte met uitzenden. Vanaf april 2012 presenteerde ze elke dinsdag tussen 4 en 6 uur 's middags het programma Pérez! bij KX Radio.
Van september 2012 tot januari 2014 presenteerde Pérez namens de omroep PowNed elke werkdag tussen vier en zes uur 's ochtends het programma Vroeg of Laat Pérez bij 3FM.
In de zomer van 2014 deed Pérez invalwerk bij Q-music Nederland en Q-music Limburg.
Vanaf november 2020 is Pérez vaste host bij De Praatkast.
In januari 2024 maakte Ingrid de overstap naar Joe (Nederland) om een avondshow te presenteren. 